# 6054 Ghiberti
A 6054 Ghiberti (ideiglenes jelöléssel 4019 P-L) a Naprendszer kisbolygóövében található aszteroida. Cornelis Johannes van Houten,  Ingrid van Houten-Groeneveld és Tom Gehrels fedezte fel 1960. szeptember 24-én.